# Buckwild
Buckwild, pseudonimo di Anthony Best (New York City, 20 marzo 1968), è un produttore discografico e disc jockey statunitense, nativo del Bronx, New York City. Membro del collettivo Diggin' in the Crates, ha prodotto moltissimi artisti hip hop tra cui anche The Notorious B.I.G. (I Got a Story to Tell).
HipHopDX l'ha definito «uno dei più prolifici e acclamati produttori hip hop».

## Discografia
Album da solista
- 2010 – Nineteen Ninety Now (con Celph Titled)
- 2014 – Silk Pyramids (2014) (con Meyhem Lauren)

Raccolte
- 2007 – Buckwild: Diggin' in the Crates
- 2011 – Nineteen Ninety More (con Celph Titled)

EP
- 1998 – Still Diggin' Composition EP
- 2010 – Buckwild Present...
- 2014 – Silk Pyramids Extras EP (con Meyhem Lauren)